# Bakus tunnelbana

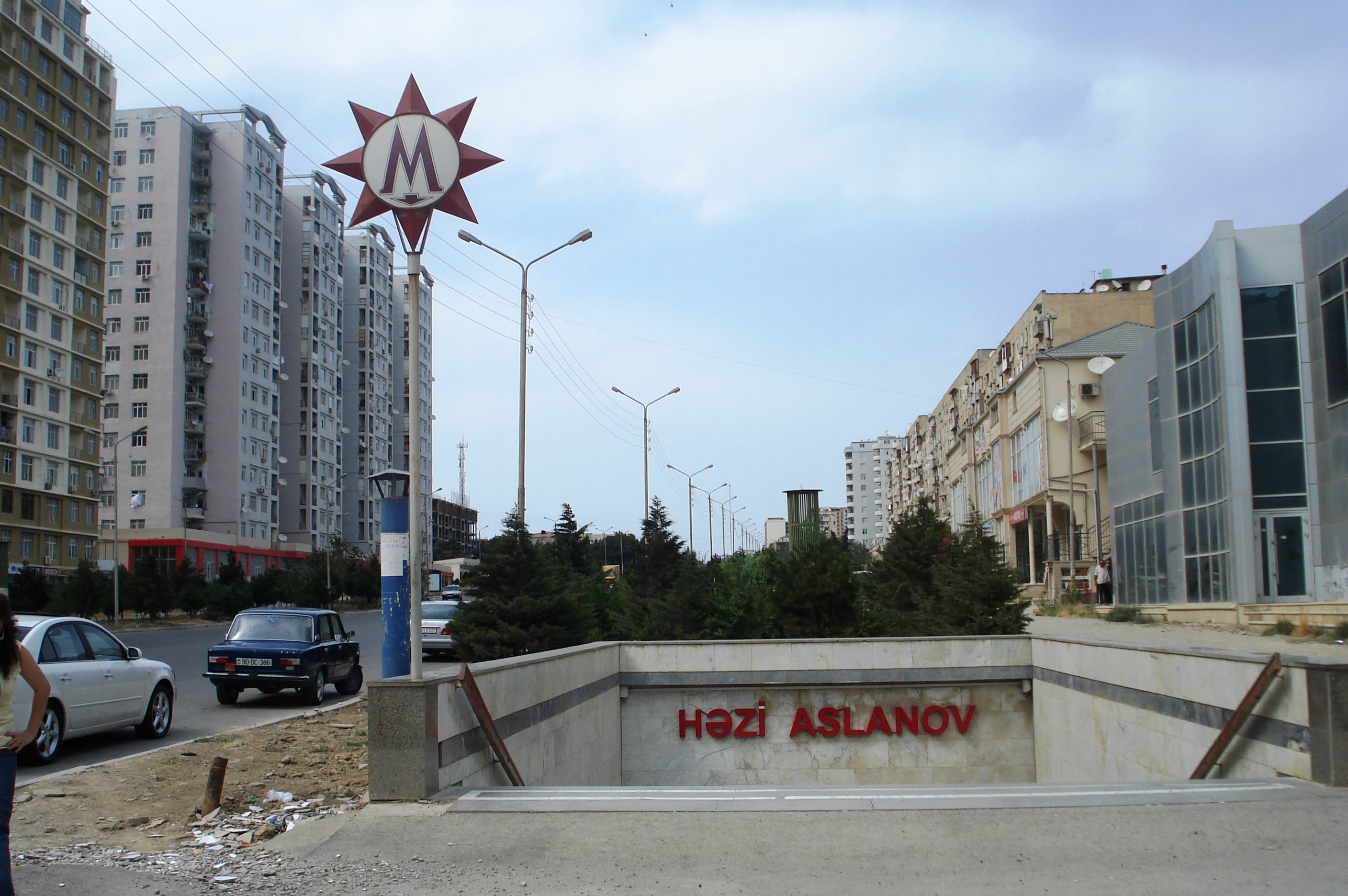
Həzi Aslanov-stationen.

Bakus tunnelbana, (azerbajdzjanska: Bakı Metropoliteni), är ett tunnelbanesystem i staden Baku i Azerbajdzjan.

## Historik
Den första linjen (Linje 1) öppnades den 6 november 1967 och Bakus tunnelbana blev därmed det femte tunnelbanesystemet inom Sovjetunionen. 
Som hos många andra tidigare sovjetiska tunnelbanor är stationerna djupt belägna och dekorerade med nationella motiv. Totalt har linjenätet 27 stationer, 3 linjer och är 40,3 kilometer långt (2021). Under 2015 transporterades 222,0 miljoner passagerare (omkring 608 200  passagerare per dag).
Bakus tunnelbana blev år 1995 platsen för en av historiens värsta bränder i ett tunnelbanesystem, då 289 personer avled och 265 skadades.

## Linjer
| Namn    | Linje | Sträcka                     | Öppnad | Längd   | Stationer |
| ------- | ----- | --------------------------- | ------ | ------- | --------- |
| Linje 1 | 1     | İçərişəhər ↔ Həzi Aslanov   | 1967   | 20,1 km | 13        |
| Linje 2 | 2     | Şah İsmail Xətai ↔ Dərnəgül | 1976   | 14,5 km | 10        |
| Linje 3 | 3     | Xocəsən ↔ 8 Noyabr          | 2016   | 5,7 km  | 4         |

## Linjenätet och invigningsdatum

### Tidslinje
| Sträcka                      | Datum            | Längd   |
| ---------------------------- | ---------------- | ------- |
| İçərişəhər-Nəriman Nərimanov | 6 november 1967  | 6,5 km  |
| 28 May-Şah İsmail Xətai      | 22 februari 1968 | 2,3 km  |
| Nəriman Nərimanov-Ulduz      | 5 maj 1970       | 2,1 km  |
| Ulduz-Neftçilər              | 7 november 1972  | 5,3 km  |
| 28 May-Nizami Gəncəvi        | 31 december 1976 | 2,2 km  |
| Nəriman Nərimanov-Bakmil     | 28 mars 1979     | 0,5 km  |
| Nizami Gəncəvi-Memar Əcəmi   | 31 december 1985 | 6,5 km  |
| Neftçilər-Əhmədli            | 28 april 1989    | 3,3 km  |
| Cəfər Cabbarlı               | 27 december 1993 | 0,15 km |
| Əhmədli-Həzi Aslanov         | 10 december 2002 | 1,4 km  |
| Memar Əcəmi-Nəsimi           | 9 oktober 2008   | 2,1 km  |
| Nəsimi-Azadlıq prospekti     | 30 december 2009 | 1,3 km  |
| Azadlıq prospekti-Dərnəgül   | 29 juni 2011     | 1,5 km  |
| Memar Əcəmi-2-Avtovağzal     | 19 april 2016    | 2,1 km  |
| Memar Əcəmi-2-8 Noyabr       | 29 maj 2021      | 1,4 km  |
| Avtovağzal-Xocəsən           | 23 december 2022 | 2,2 km  |
| Totalt:                      | 27 stationer     | 40,3 km |

## Stationer
Bakus tunnelbana har 27 stationer fördelat över tre linjer.